# Esteban (strip)
Esteban is een Franse stripreeks geschreven en getekend door Matthieu Bonhomme. De eerste twee delen van de reeks werden uitgegeven bij Milan. De reeks werd daarna overgenomen door de grotere uitgeverij Dupuis. De eerste twee delen werden toen opnieuw uitgegeven met telkens zes bijkomende getekende pagina's als inleiding. De stripreeks werd tussen 2012 en 2015 uitgegeven in het Nederlands.
Deze historische strip volgt de lotgevallen van de jonge Esteban, een Patagonische indiaan, die wordt opgenomen in een gemeenschap van walvisvaarders. Hij wordt aangeworven als matroos door de kapitein van de Leviathan.

## Delen
1. De walvisvaarder
2. Opgejaagd
3. Overlevers
4. Gevangenen aan de andere kant van de wereld
5. Bloed en ijs